# Nerophis zapfei
Nerophis zapfei ist eine ausgestorbene Fischart der auch rezent noch existierenden Gattung Nerophis innerhalb der Familie der Seenadeln (Syngnathidae). Fossilfunde stammen aus den miozänen Leithakalken von Sankt Margarethen im Burgenland (Österreich) und aus den Kuzhora-Schichten der Republik Moldau.

## Forschungsgeschichte und Etymologie
Die Erstbeschreibung der Seenadelart Nerophis zapfei erfolgte 1980 durch Friedrich Bachmayer auf Basis eines nahezu vollständigen Exemplars aus den Leithakalken von Sankt Margarethen im Burgenland. Der Holotypus liegt als Platte und Gegenplatte vor und wird unter der Inventarnummer NHMW 1978/2118a+b am Naturhistorischen Museum Wien aufbewahrt. Weitere Exemplare vom selben Fundort folgten, der Locus typicus blieb zunächst jedoch die einzige Fundstelle der Art.
Erst 2017 wurde die Art auch aus den Kuzhora-Schichten bei Naslavcea im Norden der Republik Moldau beschrieben. Der relativ gut erhaltene Neufund erweiterte nicht nur die Kenntnisse zur räumlichen und zeitlichen Verbreitung von Nerophis zapfei, sondern ermöglichte auch eine diagnostische Neubewertung der Art.
Der Artzusatz „zapfei“ ehrt den österreichischen Paläontologen Helmuth Zapfe.

## Alterszuordnung der Funde
Die österreichischen Funde von Nerophis zapfei stammen aus der gebankten Fazies (laminierte Mergelfazies) der Leithakalke. Diese Ablagerungen können auf Basis der Foraminiferen-Fauna der regionalen Bulimina-Bolivina Zone und auf Basis von Nannoplankton der Zone NN5b zugeordnet werden. Beide Befunde entsprechen dem Oberen Badenium der regionalen Gliederung der zentralen Paratethys und lassen sich mit dem Übergang vom Langhium zum Serravallium der internationalen chronostratigraphischen Gliederung gleichsetzen, was einem absoluten Alter von etwa 14,0–13,5 Ma entspricht.
Der Fossilbeleg aus der Republik Moldau stammt aus geringfügig jüngeren Ablagerungen. Die Sedimente der Kuzhora-Schichten lassen sich dem Unteren Sarmatium (Volhynium der regionalen Gliederung der östlichen Paratethys) zuordnen. Der Beginn des Sarmatiums in der zentralen Paratethys („Sarmatium sensu stricto“) kann relativ gut mit dem Beginn des Sarmatiums in der östlichen Paratethys („Sarmatium sensu lato“) korreliert werden. In beiden Fällen wird ein Absolutalter von 12,65 Ma angegeben. Das zeitliche Ende des Unteren Sarmatiums/Volhyniums lässt sich bislang nur grob abschätzen, liegt jedoch noch vor dem Ende des „Sarmatium sensu stricto“ der zentralen Paratethys (11,6 Ma).

## Merkmale
Das größte bislang bekannte Exemplar von Nerophis zapfei erreichte eine Länge von knapp 12 cm. Der Körper ist langgestreckt und schmal und wurde, wie bei allen Seenadeln, durch einen Panzer aus ringförmig angeordneten Knochenplatten geschützt. Die maximale Körperhöhe beträgt nur etwa 2,5 % der Körperlänge. Der Kopf ist mit einer Länge von rund 6 % der Gesamtlänge relativ kurz. Bachmayer beschreibt die Körperproportionen von Nerophis zapfei als vergleichbar mit jenen der Gefleckten Schlangennadel (Nerophis maculatus). Die Fische zeigen nur eine Rückenflosse; Brust-, After- und Schwanzflosse fehlen.
Nerophis zapfei unterscheidet sich von Nerophis maculatus durch die kurze, leicht nach oben gebogene Schnauze, die längere Basis und höhere Anzahl an Flossenstrahlen der Rückenflosse und durch die geringere Zahl an Knochenringen des Körperpanzers. Von der Kleinen Schlangennadel (Nerophis ophidion) unterscheidet sich die fossile Art ebenfalls durch die relativ kurze Schnauze und die geringere Anzahl an Knochenringen. Die Anzahl der Flossenstrahlen (43) entspricht etwa der bei Nerophis ophidion (32–44), die Basis der Rückenflosse ist bei Nerophis zapfei jedoch kürzer und reicht vorne nur bis zum zweiten Knochenring des Brustpanzers. Bei der Krummschnauzigen Schlangennadel (Nerophis lumbriciformis) ist nur die Anzahl der Knochenringe im Schwanzbereich höher als bei Nerophis zapfei. Die kurze, leicht nach oben gebogene Schnauze ist mit der von Nerophis zapfei vergleichbar. Die Anzahl der Flossenstrahlen (24–28) und die Basislänge der Rückenflosse sind jedoch geringer als bei der fossilen Art.

## Palökologie
Rezente Vertreter der Gattung Nerophis halten sich bevorzugt zwischen Seetang oder in Seegraswiesen auf. Sie sind Lauerjäger, die sich hauptsächlich von Kleinkrebsen (Ruderfußkrebse, Asseln, Flohkrebse) und kleineren Gastropoden, etwa der Gattung Hydrobia, ernähren.
Die Leithakalke, aus denen die österreichischen Funde stammen, sind Ablagerungen einer Karbonatplattform, die sich während des Badeniums im Westen der Zentralen Paratethys im Bereich der Inseln und Untiefen des heutigen Leithagebirges und des Fertőrákos-Ruster Hügellands bildete. Die laminierte Mergelfazies, eine Wechsellagerung aus hellgelben Kalkareniten und olivgrünen Mergeln, wurde in kleinräumigen, geschützten Senken am Rand der Karbonatplattform abgelagert und enthält eine reiche Fauna an fossilen Fischen und diversen marinen Wirbellosen, darunter vollständige Bryozoenkolonien, Seeigel, Brachiopoden und Kammmuscheln. Als Besonderheit sei hier auch der Fund von Skelettresten eines Seetauchers (Gavia schultzi) erwähnt.
Die reiche Fischfauna mit knapp 50 Taxa aus 37 Familien wird hauptsächlich von Heringsartigen der Gattung Spratelloides, Laternenfischen der Gattung Diaphus und dem Skorpionfisch Scorpaena prior dominiert, die zusammen mehr als die Hälfte aller Individuen stellen. In Bezug auf die einzelnen Taxa dominieren Formen mit benthonischer Lebensweise und Bodenfische der neritischen Zone; neben Nerophis zapfei unter anderem auch Meerbrassen der Gattungen Boops und Dentex, Leierfische der Gattung Callionymus, der Papageifisch Calotomus priesli, Falterfische der Gattung Chaetodon, der Junkerlippfisch Coris sigismundi sowie mit Wainwrightilabrus agassizi und Symphodus westneati zwei weitere Vertreter der Lippfische, Zackenbarsche der Gattung Epinephelus, der Gaidropsaride Gaidropsarus pilleri, Seeteufel der Gattung Lophius, Torpedobarsche der Gattung Malacanthus, der Plattfisch Miobothus weissi, Meerbarben der Gattung Mullus, der Skorpionfisch Scorpaena prior, der Dorsch Palimphemus anceps, Großaugenbarsche der Gattung Priacanthus, Eidechsenfische der Gattung Synodus, Petermännchen der Gattung Trachinus und der Kugelfisch Leithaodon sandroi.
Eine zweite Gruppe von Taxa, wie etwa Heringsartige der Gattungen Spratelloides und Sardinella oder Hornhechte der Gattung Belone, Makrelen der Gattung Scomber, Stachelmakrelen der Gattung Trachurus und Barrakudas (Sphyraena sp.), repräsentiert Fische des küstennahen Epipelagials. Fische aus dem Pelagial des offenen Ozeans sind neben der Gattung Diaphus mit Einhorndorschen, Seehechten und dem Riesenhai Cetorhinus parvus vertreten.
In Summe sprechen die paläontologischen und sedimentologischen Befunde für einen Ablagerungsraum in küstennahen Senken mit Wassertiefen von etwa 50–60 Metern mit ausgedehnten Seegraswiesen und Felsriffen im unmittelbaren Nahbereich, aber auch freiem Zugang zum offenen Meer. Das vorherrschende Klima lässt sich als subtropisch charakterisieren. Am Grund dieser Becken herrschten häufig hypoxische Bedingungen, möglicherweise ausgelöst durch Algenblüten von Coccolithus pelagicus und anderen Coccolithophorida in Folge von jahreszeitlich bedingtem, erhöhten Nährstoffeintrag. Das Sauerstoffdefizit am Grund der Becken förderte die Fossilbildung und erklärt zumindest teilweise auch gelegentliche Massensterben von Fischschwärmen, Seeigeln und anderen benthonisch lebenden Wirbellosen.